# Divers droite
Divers droite (dansk: diverse højre eller uafhængige højre) er en betegnelse, som det franske indenrigsministerium indførte i 2001 for uafhængige højreorienterede kandidater samt for uafhængige kandidater fra centrum-højre. 
De uafhængige kandidater står udenfor etablerede partier som Republikanerne, Parti Radical, Mouvement pour la France, Debout la France og Front National. 
De uafhængige kandidater står stærkest ved lokale valg og svagere ved nationale valg. 
Ved parlamentsvalget i 2012 fik Nationalforsamlingen 15 medlemmer, der tilhørte det uafhængige højre. 